# Chamaesium thalictrifolium
Chamaesium thalictrifolium är en flockblommig växtart som beskrevs av H.Wolff. Chamaesium thalictrifolium ingår i släktet Chamaesium och familjen flockblommiga växter. Inga underarter finns listade i Catalogue of Life.